# Francisco Javier Pirela
Francisco Javier Pirela (Maracaibo, Venezuela, 1770) fue un militar venezolano de la milicia de pardos. 

## Biografía
En el año 1799, Pirela junto a Joseph Francisco Suárez, empleado del vicario eclesiástico, lideraron una sublevación en Maracaibo apoyados por Juan Gaspar y Agustín Bocé, corsarios provenientes de Puerto Príncipe (Haití), que llegaron a Maracaibo en sus goletas llamadas El Bruto, La Arlequín y La Patrulla el 6 de mayo de 1799. Pirela proporcionó 200 hombres quienes, con la ayuda de la tripulación de las goletas, debían embestir la ciudad, saquearla, matar a los blancos y ricos, echar por tierra al Gobierno Español y establecer la República en la mañana del 19 de mayo de 1799. La conspiración fue denunciada al gobernador, Juan Ignacio Armada, marqués de Santa Cruz de Mara, por un cabo acantonado en la ciudad. El mismo Pirela, quizá arrepentido, delató su rebelión al gobernador tres horas antes, a las 9 de la noche de este día.  
Se le consideró una «ramificación de la conspiración de Gual y España». Pero en realidad, nada tenían en común, ya que la de éste se basó en el jacobinismo haitiano, incendiario y destructor, y fue más bien un acto de piratería que un movimiento patriótico; en cambio, la de los guaireños se inspiró en otros principios. 
Gracias a su confesión, que puso al Gobernador en cuenta de todo, en lugar de condenársele a muerte, como se quiso al principio, les sentenciaron a diez años de cárcel en el Castillo del Morro de La Habana por el crimen de rebelión y lesa majestad. A los demás reos (un total de 68) se les envió a diversas prisiones. La sentencia de Madrid mandaba dar «las gracias a todo el pueblo noble de Maracaibo». El historiador Ciro Nava afirma que Pirela fue condenado a muerte el 30 de junio de 1800.